# Dimeria keralae
Dimeria keralae là một loài thực vật có hoa trong họ Hòa thảo. Loài này được N.C.Nair, Sreek. & V.J.Nair mô tả khoa học đầu tiên năm 1984.